# Onymacris
Onymacris  is een geslacht van woestijnbewonende kevers behorende tot de familie van de zwartlijven (Tenebrionidae). Kenmerkend zijn een gedrongen, bolrond lichaam en relatief lange poten. De kevers behoren tot de snelste insecten. Ze kunnen een meter per seconde afleggen.

## Soorten
Het geslacht omvat minstens veertien soorten:
- Onymacris bicolor
- Onymacris boschimana
- Onymacris brainei
- Onymacris candidipennis
- Onymacris hottentota
- Onymacris laeviceps
- Onymacris langi
- Onymacris lobicollis
- Onymacris marginipennis
- Onymacris multistriata
- Onymacris paiva
- Onymacris plana
- Onymacris rugatipennis
- Onymacris unguicularis